# Domingo (obispo segobricense)

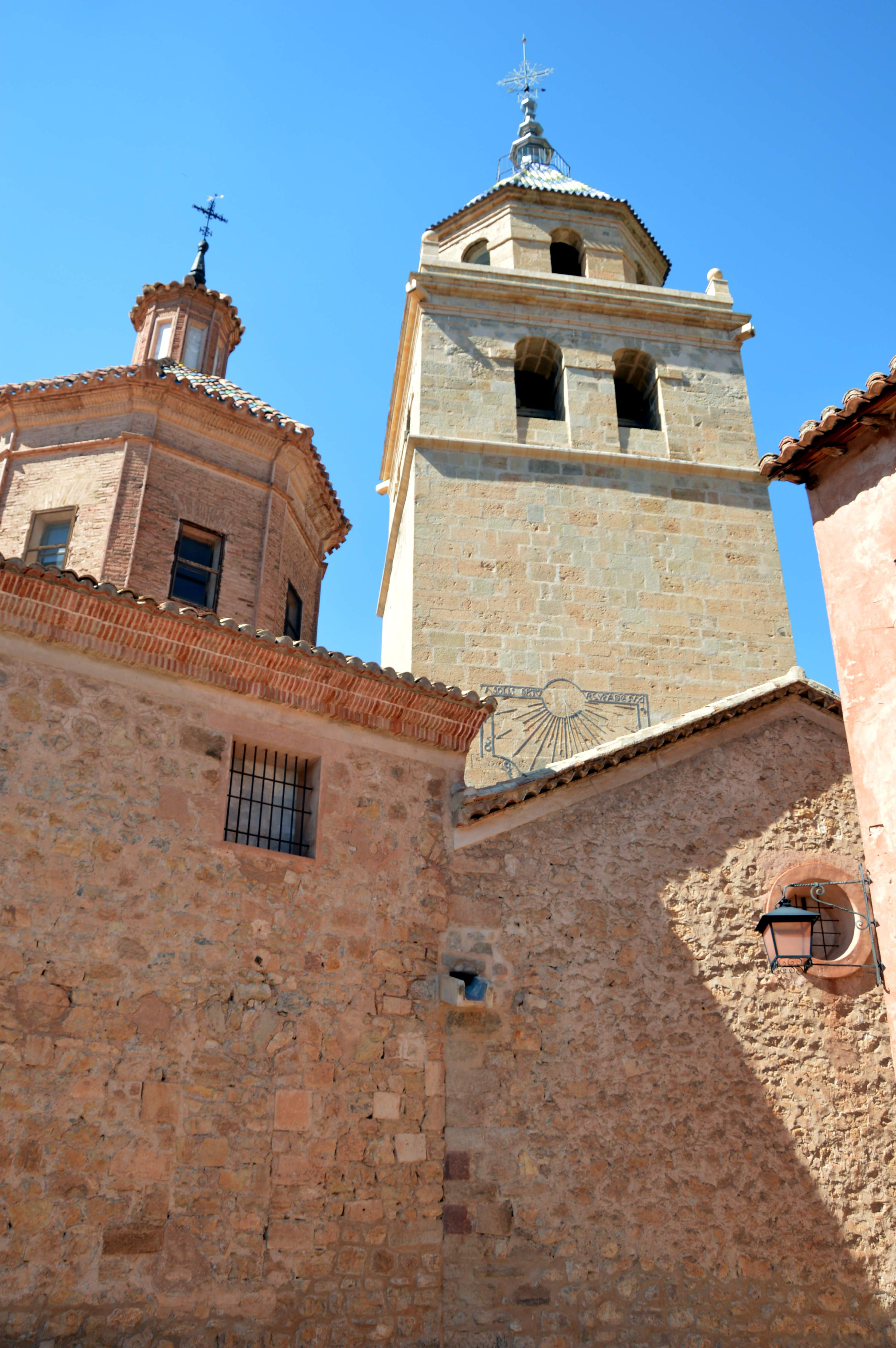
Vista parcial (meridional) de la Catedral del Salvador de Albarracín (Teruel), con detalle de la torre, obra de Alonso del Barrio Dajo (2017).

Domingo, cuarto obispo de la diócesis Segobricensis et Sanctae Mariae de Albarrazino (1223-1234).

## Biografía
El historiador y escritor liberal español de la Ilustración española Joaquín Lorenzo Villanueva (1757-1837), en su célebre obra Viage literario a las iglesias de España (1804), dice de don Domingo-:

«D. Domingo, del qual solo sabemos que era ya Obispo den 1223, en que acepta la donación de ciertos viñedos que hizo á su iglesia D. Pedro Fernández de Azagra, tercer Señor de Albarracín, en la era 1261. Lo era tambien en 1232 en que D. Rodrigo, Arzobispo de Toledo, estando en Brihuega hizo la constitución sobre la división de diezmos en esta Iglesia, [...] Parece que debieron hallarse en el mismo lugar con dicho Arzobispo nuestro D. Domingo y los diputados de su Cabildo, pues todos firman de su mano esta concordia, que quedó rubricada con los sellos del Arzobispo y del Obispo y capítulo Segobricense».
Viage literario a las iglesias de España, Joaquín Lorenzo Villanueva

Para establecer la cronología del obispado se alude a Pedro Fernández de Azagra (III señor de Albarracín), que hizo donación de unas viñas a la Iglesia de Albarracín en el 1223, era de 1261 (la diferencia entre el año y la era es de 38 años), cuyos réditos estaban destinados «a mantener una lámpara encendida ante el altar de la Virgen».
Domingo era todavía obispo de Albarracín en 1232, según consta en cierto documento de esta fecha, mediante el que el Arzobispo de Toledo –Rodrigo Ximenez de Rada- convoca al obispo y cabildo de Albarracín en Brihuega, Guadalajara (España), en relación con las desavenencias surgidas entre ambas partes, relativas al reparto de los diezmos en las iglesias de la zona conquistadas a los musulmanes después de la constituciones del obispo Martín (de 1200). Tras escuchar a las partes adjudicó al obispo los diezmos de Huélamo, respecto a los otros lugares -Tormón, El Cuervo, Castielfabib, Ademuz, Vallanca y Santa Cruz de Moya-, y los que se adquiriesen con posterioridad, el cabildo solamente percibirá el tercio de los diezmos, y dos el obispo: ut canonici tertiam partem decimarum pontificalium percipiant integre, et aliae duae partes cedant in usus episcopi memorati....--
A tenor del documento, Villanueva piensa que el arzobispo de Toledo, el obispo de Albarracín y los representantes del cabildo debieron encontrarse en Brihuega, «pues todos firman de su mano esta concordia, que quedó rubricada con los sellos» de cada uno, aunque en la actualidad sólo se conserva el del capítulo Segobricense, en «el qual está grabado en cera roxa, y representa una imagen de nuestra Señora sentada con el Niño en brazos, y alrededor estas palabras: S. Capituli Segorbic., et S Mariae de Albarrazino».

## Hechos
En 1233 el obispo segobricense estuvo con Jaime I de Aragón en el sitio y la toma de Burriana (Castellón), «y dixo la primera misa en los lugares conquistados de Almenara y Olocau, protestando que tomaba esta posesión por su Iglesia y por la de Toledo», ya que su diócesis era sufragánea de la toledana. En aquella nueva acometida para la conquista de Valencia se partió de Teruel, donde se habían reunido el rey don Jaime y los magnates:

«Burriana fué tomada á mediados de Julio, después de un penoso sitio, y luego se rindieron Peníscola, Polpiz, Alcalaten, Castellón y otras poblaciones./ [El obispo Domingo] concurrió personalmente á estos sucesos, y para prevenir nuevas desmembraciones de la diócesis se apresuraba á celebrar misa y tomar posesión en nombre propio y del arzobispo de Toledo en los pueblos que antes fueran de Segorbe, así que quedaban libres».
Noticias de Segorbe y de su obispado por un sacerdote de la diócesis, Francisco de Asís Aguilar

El mismo año de 1233, el rey de Aragón confirma a los vasallos del Temple todos sus «privilegios, exempciones, libertades y franquezas», estando presente -entre otros- «Don Domingo Obispo Segobricense».
Del año siguiente (1234) es la respuesta dada por el capítulo de Toledo a la consulta del segobricense, «sobre la pretensión del quarto señor de Albarracín D. Alvaro Perez de Azagra, que contra la voluntad de ellos quería elegirse sepultura en la Iglesia de dicha ciudad». Cabe aclarar que Álvaro Perez de Azagra (IV señor de Albarracín) era el primogénito de Pedro Fernández de Azagra (III señor de Albarracín), y como se dice pretendía elegir su sepultura en la capilla mayor de la catedral de Albarracín, sin contar con el permiso del obispo y cabildo (realmente, estaban en contra), razón por la que consultaron al arzobispo de Toledo, pero el metropolitano se hallaba en Roma. En el encabezamiento de la respuesta del cabildo-catedral de Toledo al obispo de Albarracín se dice: A don Domingo obispo y al cabildo Segobricense. La fecha de la consulta de Albarracín a Toledo sirve para datar el final del pontificado del obispo Domingo, que falleció ese mismo año, toda vez que «en el siguiente ya era Obispo de esta Iglesia D. Guillermo».
Villanueva explica el hecho de que en ausencia del obispo pudiera contestar el cabildo, merced a «la facultad que el Papa Celestino III había concedido el año 1192 al capítulo de Toledo, para que vacando su silla pudiese oír las apelaciones de los sufragáneos».